# سردنی مویناک
سردنی مویناک (انگلیسی: Sredny Muynak) یک شهرک در شهرستان زیانچورینسکی استان باشقیرستان کشور روسیه است.